# George Vickers
George Vickers (Chestertown, 1801. november 19. – Chestertown, 1879. október 8.) az Amerikai Egyesült Államok szenátora (Maryland, 1868–1873).